# توبیاس دافنر
توبیاس دافنر (انگلیسی: Tobias Duffner؛ زادهٔ ۵ دسامبر ۱۹۸۳) بازیکن فوتبال اهل آلمان است.
از باشگاه‌هایی که در آن بازی کرده‌است می‌توان به باشگاه فوتبال هولشتاین کیل اشاره کرد.